# Belgický grifonek
Belgický grifonek (francouzsky: Grifon belge anglicky: Belgian Griffon) je malé psí plemeno pocházející z Belgie.

## Historie

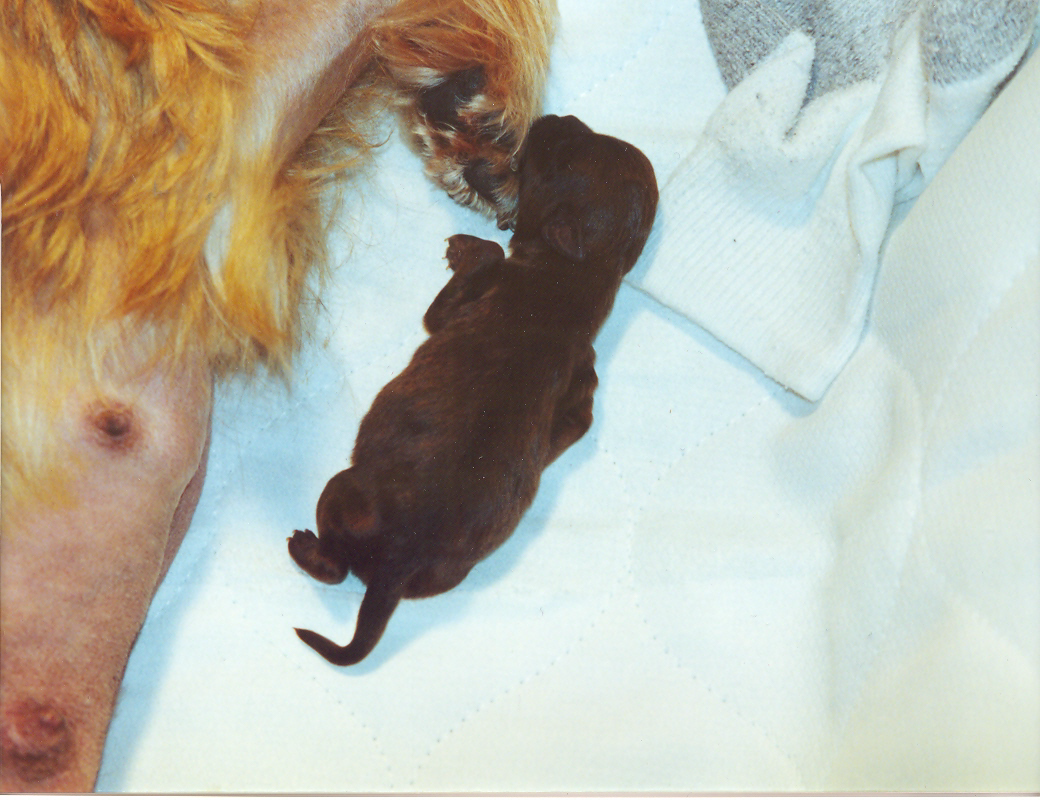
Jednodenní štěně grifonka

Předkem jak belgického tak bruselského grifonka byl malý hrubosrstý psík zvaný "Smousje". Ten byl křížen s king charles španělem a mopsem, čímž toto plemeno získalo placatý nos. Šlechtění probíhalo v 19. století. Přestože se belgický a bruselský grifonek liší jen zbarvením, byla uznána jako dvě úplně samostatná plemena. Jejich původním využitím byl lov krys, hlídání stájí a koní, avšak dnes je známe jako společníky do rodiny.
Velice se proslavili i díky královně Marii Antoinettě, kterou tito psi doprovázeli na jejích procházkách i vyjížďkách.
Oficiální zkratka používaná v Česku je BEG a existuje zde již přes deset chovných stanic (leden 2015). V Česku zastřešuje toto plemeno KCHGB - Klub chovatelů grifonků a brabantíků.

## Vzhled
Belgický grifonek má v kohoutku v rozmezí 22 až 28 cm, váha by se měla pohybovat mezi 3,5 a 6 kg. Při pohledu z boku se zdá, že brada, čenich a čelo leží v rovině. Dolní čelist má být klenutá a široká, v žádném případě ne špičatá. U belgických grifonků je normální, že mají předkus. Zuby by měly být řazeny pravidelně a rovnoběžně v rovné linii. Nesmí být viditelné zuby, ani jazyk. Barva očí je tmavě hnědá. Okraje víček jsou černé a bělmo očí by nemělo být viditelné. Ocas mají vzpřímený.
Srst belgických grifonků je drsná, rovná a přiléhající. Má podsadu. Nejčastěji je barva černá, hnědočerná, výjimečně je k vidění i pískovitá.

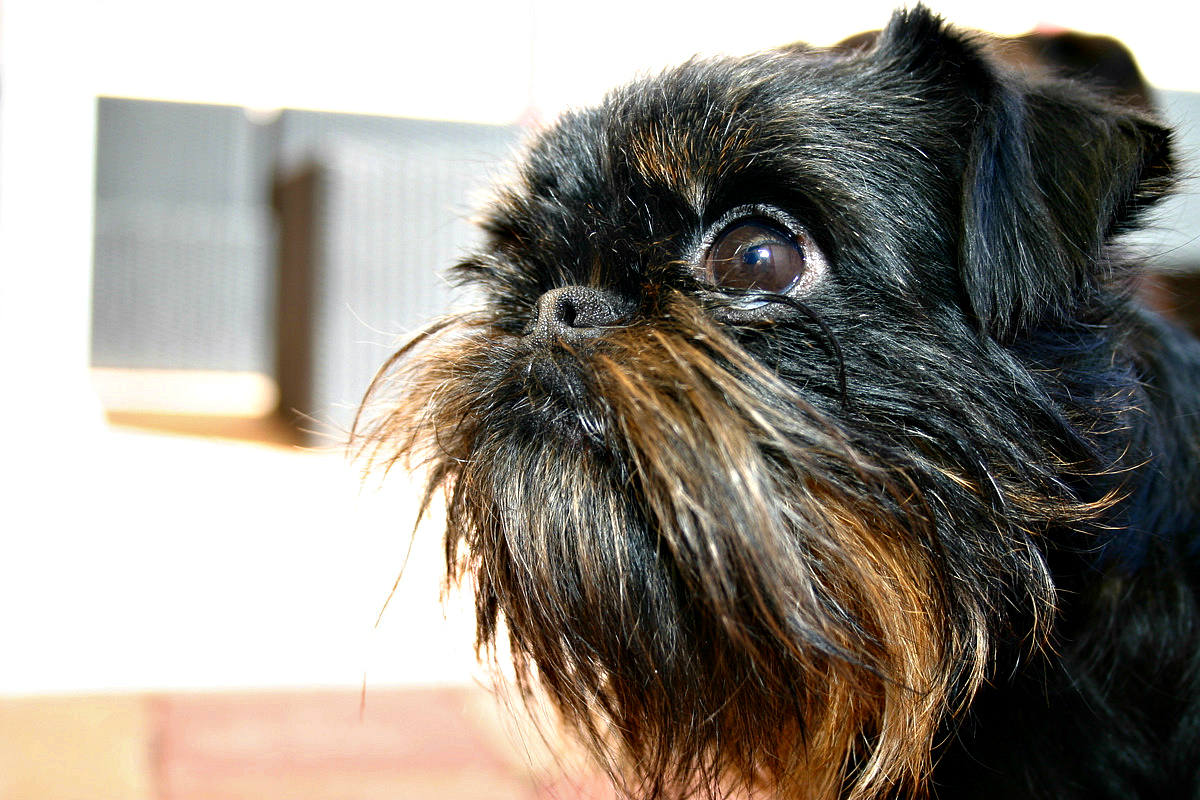

## Povaha
Belgičtí grifonci jsou ostražití, bystří a oddaní své rodině. Je to společenské plemeno a velmi se upíná na svoji rodinu. Změnu majitele nese velmi těžce. Je nebojácný a to z něj činí dobrého hlídače. Je inteligentní a učenlivý. Hodí se pro psí sporty jako je agility nebo dogdancing. S jinými psy vycházejí dobře, nejsou příliš dominantní. Velkých zvířat se mohou bát a pokud se s nimi nebudou seznamovat již od štěněte, vyústí to v problémy. Belgickým grifonkům děti nevadí a dobře snáší i jejich hry.